# Dash
Dash (tidligere kendt som Darkcoin eller Xcoin) er en open source peer-to-peer kryptovaluta, som sigter efter at blive den mest brugervenlige valuta af sin slags, samt den mest skalerbare kryptovaluta i verden, der er bundet op på en blockchain. Valutaen blev lanceret i januar 2014. Dash bygger ovenpå Bitcoin egenskaberne og tilføjer nye funktionaliteter, men fungerer primært på samme måde. 
Nogle nye egenskaber, som Dash tilfører som kryptovaluta, er muligheden for at gennemføre transaktioner uden forsinkelse – hos Dash kendt som funktionen InstantSend – muligheden for private transaktioner (PrivateSend), og derudover fungerer kryptovalutaen som en selvstyrende og selvfinansieret løsning. Sidstnævnte er muligt da valutaen er bygget om en model, der gør det muligt på Dash netværket at betale individer og virksomheder for at udføre arbejde, som tilføjer værdi til netværket. Dash fungerer i praksis som en decentraliseret autonom organisation, da styring med systemet sker decentralt mellem brugerne, og budgettering i forbindelse med udvikling følger samme princip. 

## Historie
Dash blev oprindeligt lanceret som XCoin (XCO) d. 28. januar 2014. Allerede 28. februar, samme år, blev navnet dog ændret til ”Darkcoin”. Året efter skiftede, d. 25. Marts 2015, skiftede Darkcoin navn til sit nuværende ”Dash”, som er en sammentrækning af de engelske ord ”Digital Cash”.
Indenfor de først to dage efter lanceringen, var 1,9 millioner mønter blev minet, hvilket svarer til 10% af den totale tilgængelige mængde af Dash mønter. Skaberen og chefudvikleren af Dash, Evan Duffield, tilskrev denne enorme vækst med en bug, der fik kode der normalt bruges til at mine Litecoin, til at være usædvanligt godt til at mine Dash. Da problemet var blevet løst, fremsatte Evan Duffield forslag om at relancere valutaen igen, men fællesskabet omkring Dash var, overraskende nok, imod dette. Dernæst foreslog skaberen et ”airdrop” af Dash mønter, for at udligne den skæve distribution, som fejlen i miningskoden havde skabt, men dette var Dash-brugerne også imod. Derfor blev den oprindelige distribution den gældende, og udviklingen af projektet fortsatte. Størstedelen af de fremminede mønter blev videredistribueret på kryptovaluta børs hjemmesider i de næste par måneder til meget lave prisniveauer.
Dash Core Team, som er ansvarlige for driften og  udviklingen af valutaen, har siden opstarten vokset til tredive fuldtidsansatte, tyve deltidsansatte og en række ubetalte frivillige. Alle Core Team medlemmer bliver betalt fra Dashs budget system, og er derfor ikke afhængige af donationer eller sponsorater, der kan ende som interessekonflikter i forhold til udviklingen af valutaen.
Ifølge CoinMarketCap blev der i juni 2017 dagligt handlet med Dash for en værdi på omkring 100 millioner amerikanske dollar, eller 625 millioner danske kroner, om dagen, og markedskapitaliseringen for Dash oversteg 4,8 milliarder amerikanske dollar, svarende til 30 milliarder danske kroner. Dash er blevet det mest aktive altcoin forum på BitcoinTalk, med mere end 6400 sider, 133.000 svar og otte millioner læsere.
2017 var året hvor værdien på Dash mønter virkelig tog fart. Ifølge CoinMarketCap eskalerede kurs værdien i slutningen af januer, og onlinebørsen eToro angav i december 2017 at værdien på valutaen over de seneste tolv måneder var steget 8,900%. I 2017 lykkedes det Dash at bryde gennem markedsværdi barriereren på 1 milliard dollars, og Dash sidder i dag på 5% af kryptovalutamarkedet på verdensplan.

## Egenskaber
Dash værktøjet indeholder flere funktionaliteter end blot at være en decentral kryptovaluta bundet op på blockchain teknologi. Det der gør Dash særegn er særligt de tre egenskaber Masternodes, PrivateSend og InstantSend.

### Masternodes
Modsat Bitcoins et-lags netværk, hvor alle opgaver på netværket udføres af minerer, benytter Dash sig af et to-lags netværk. Nogle netværksfunktioner, såsom skabelsen af nye blokke, klares af minererne. Det andet lag af Dash netværket består af ”masternodes” som udfører funktionerne PrivateSend og InstantSend, samt udfører nogle styrende funktioner. 
Masternodes kræver 1000 DASH som sikkerhedsstillelse for at forebygge sybil angreb. Man skal med andre ord have 1000 DASH for at kunne arbejde som masternode. Denne sikkerhedsstillelse kan blive brugt når som helst, men gør man dette, fjernes den associerede masternode fra netværket. Fordi masternodes leverer vigtige netværksfunktioner, bliver blok værdien fordelt mellem minerer og masternodes, hvor hver gruppe modtager 45% af blok gevinsten. De sidste 10% af hver blok gevinst går til budgettet og driften af Dash.
Idéen bag at en masternode skal have 1000 DASH for at få stemmeret er, at det vil give vedkommende et incitament for ikke at stemme for dårlige forslag, der kan underminere kryptovalutaen. Ved at sikre at dem der har stemmeret har noget på spil, er logikken at de vil arbejde for valutaens bedste. I starten af januar 2018 var 1000 DASH 1,2 millioner amerikanske dollar værd, eller 7,4 millioner danske kroner.

### PrivateSend
PrivateSend hed oprindeligt DarkSend, men blev i juni 2016 blev omdøbt til det nuværende navn, da man ønskede et andet brand.
PrivateSend er en mønt-mixer service baseret på CoinJoin, men med flere modifikationer. Disse modifikationer inkluderer at benytte masternodes i stedet for en enkelt hjemmeside, til at køre blokkæden igennem og mikse flere forskellige masternodes. Dette kan gøre ved kun at acceptere bestemte værdienheder såsom 0,01 DASH, 0,1 DASH, 1 DASH, 10 DASH og så videre. Det maksimale man kan sende over PrivateSend er 1000 DASH.
Senere iterationer af PrivateSend har brugt en mere avanceret metode til at muliggøre et mere divers miks af værdienheder der kan sendes, og som kan bygges direkte ind i brugernes kryptovaluta wallet. Implementeringen af PrivateSend tillader også masternodes at beskytte transaktioner i DASH med en særlig netværks kode kaldet DSTX. Dette har også vist sig at give ekstra privatlivsbeskyttelse til brugere der benytter sig af valutaenheden.
I den nuværende implementering yder PrivateSend yderligere privatlivsbeskyttelse til brugernes transaktioner, ved at samle identiske transaktionsværdier fra flere forskellige brugere i en enkelt transaktion med mange outputs. Grundet at man samler identiske inputs i én transaktion, vil det normalvis ikke være muligt at spore den enkelte transaktion. PrivateSend gør det også muligt at sende DASH mellem forskellige typer wallets, og sørger dermed for at alle mønter har den samme værdi. Idéen er altså kort sagt, at man mikser de forskellige transaktioner sammen, så det beløb der sendes fra A til B stadig når frem, men at det ikke nødvendigvis er de samme eksakte mønter som A sendte, der lander i B's wallet, hvilket dermed gør transaktionerne sværere at spore og opretholder valutaens ombyttelighedsværdi.

### InstantSend
InstantSend hed oprindeligt InstantX, men i forbindelse med re-branding indsatsen i 2016, hvor også PrivateSend fik sit nuværende navn, valgte Dash Core Team også at omdøbe InstantSend.
InstantSend er en service der tidlader transaktioner der næsten går igennem med det samme. Igennem systemet kan inputs låses til en specifik transaktion og verificeret af konsensus gennem masternode netværket. Er der uoverensstemmelser i transaktionerne og blokkene, bliver et input ikke accepteret. Kan der ikke opnås konsensus mellem masternodes, sker valideringen af en input transaktion gennem den standard blok bekræftelse. 
Kort sagt forsøger InstantSend altså at tjekke historikken for de inputs der forsøges at gennemføres, for at tjekke om de er gyldige eller allerede er blevet brugt. Det revolutionerende er dog at man i første omgang ikke går helt tilbage i blokkæden og kigger, som er langt mere tidskrævende, men først forsøger at opnå verificering gennem en hurtigere konsensus proces ved masternodesene. Masternodesene siger altså på forhånd god for en transaktion, så man ikke behøver vente flere minutter på at den bliver verificeret i blokkæden. Denne proces gør det muligt at godkende transaktioner på 1,7 sekunder.

## Styring
Dash er den første decentraliserede autonome organisation der er drevet med et Sybil sikret decentralt styrings- og bevillingssystem. Skatkammer-systemet, som det ofte henvises til som, er et konsensusdrevet middel, der ofte bruge til at komme til enighed om netværks ændringer og finansieringen af udviklingen, i Dashs økosystem. Ti procent af alle blok gevinster går til dette ”skatkammer” for at kunne aflønne og betale for projekter der kommer Dash til gode. Finansieringen fra skatkammer-systemet er blevet brugt til at hyre yderligere udviklere og øvrige ansatte, til at finansiere repræsentation på konferencer og til at finansiere integrationer med større børser og API-udbydere.
Hver masternote operatør modtager én stemme. Indstillinger til nye projekter, som har behov for finansiering eller økonomisk støtte, vedtages og udføres såfremt at antallet af ”ja”-stemmer for forslag, minus antallet af ”nej”-stemmer for forslaget, er større end 10% af alle masternodes. Man kan formulere denne proces ved formlen:
(JA STEMMER – NEJ STEMMER) > (TOTAL ANTAL MASTERNODES * 0,1)
Hvis der er flere forslag, der møder dette kriterium, end der er midler til i den måned, får projektet med det højeste antal unikke stemmer først finansiering. Interaktionen mellem Dash fællesskabet og forslagsstillere sker gennem dash.org fora eller gennem fællesskabsdrevne hjemmesider såsom DashCentral. Disse hjemmesider tillader forslagsstillere at fremsætte flere udkast til deres idéer, og derefter lobbye for at vinde opbakning i fællesskabet, før de endeligt indsender deres forslag til afstemning på netværket. Efter en forslagsstiller har samlet nok opbakning, vil netværket automatisk udbetale de efterspurgte midler i den næste super blok, hvilket sker månedligt.
Bevillingssystemet har over det sidste stykke tid oplevet vækst. I september 2015 disponerede systemet hver måned over 14.000 amerikanske dollar om måneden, svarende til godt 88.000 danske kroner. Grundet stigningen i værdi af kryptovalutaen disponerede skatkammersystemet over 650.000 amerikanske dollar om måneden til finansiering. Skatkammersystemet har skabt et positivt feedback loop, hvor yderligere udvikling øger værdien af Dash, hvilket fører til at mængden af udviklingsmidler i skatkammersystemet hele tiden øges.

### Inflation
For at sørge for at undgå inflation, begrænses antallet af DASH det er muligt at mine hvert år med 7,1% . Det betyder at der i alt vil være omkring 18 millioner DASH det er muligt at mine, og at dette vil være nået omkring år 2300. Da kurven dog er eksponentiel, vil det betyde at der omkring år 2111 vil blive minet under 1000 DASH om året. Det er blevet foreslået at der er helt op til 22 millioner DASH til rådighed, men 18 millioner er et mere sikkert tal. Dette skyldes at en række variable har indflydelse på hvor mange DASH der bliver skabt.
Der er primært to ting der har indflydelse på hvor mange DASH der bliver skabt. Den første er at Dash blokgevinst kan ændre sig alt efter hvor mange minere der er i gang med at mine Dash, og dermed validere transaktioner. Dash Core Team har sat en grænse der skal opfyldes på 79 Gigahashes i sekundet, for at kryptovalutaen behandler transaktioner hurtigt og optimalt. Er der derfor for få minere i gang, vil blokgevinsten blive sat op, for at tiltrække flere minere. Er der derimod for mange minerer i gang, vil blokgevinsten nedsættes. Dette vil alt sammen påvirke hvor mange DASH der skabes, da en højere blokgevinst vil betyde at der skabes flere DASH, hvilket har betydning for hvor mange der kan skabes i alt, når antallet skal falde med 7,1% hvert år.
Den anden ting der har indflydelse på det samlede antal af DASH der skabes, er skatkammersystemet. 10% af alle blokgevinster indsamles til skatkammersystemet, og distribueres derefter til projekter. Men hvis ikke den samlede pulje i skatkammeret udnyttes, bliver mønterne ganske enkelt ikke skabt. Dette influerer også hvor mange DASH der dermed skabes.